# یاوهنی سیخانتسو
یاوهنی سیخانتسو (بلاروسی: Яўгені Паўлавіч Ціханцоў؛ زادهٔ ۴ نوامبر ۱۹۹۸) وزنه‌بردار اهل بلاروس است.
وی در مسابقات کشوری و بین‌المللی در مجموع برندهٔ ۲ مدال طلا شده‌است.